# Vorukh
Vorukh (en tadjik i rus: Ворух; sogdià: Wārōx) és un jamoat en el nord del Tadjikistan. És un exclavament envoltat pel Kirguizstan que forma part de la ciutat d'Isfara a la regió de Sughd. En 2015, el jamoat tenia una població total de 30.506 habitants.